# Marie Osmondová
Olive Marie Osmondová (* 13. října 1959 Ogden (Utah)) je americká zpěvačka. Její repertoár zahrnuje country a pop music.
Je jediná dcera z devíti dětí, její bratři vystupovali jako rodinná kapela The Osmonds. Byla vychovávána v mormonské víře.
V televizi vystupovala od čtyř let. V roce 1973 se vydala na dráhu sólové zpěvačky a nazpívala coververzi písně Anity Bryantové Paper Roses, s níž se dostala do čela hitparády Hot Country Songs. Stejného úspěchu dosáhla v roce 1985 s duetem s Danem Sealsem Meet Me in Montana.
V letech 1976-1979 uváděla se svým bratrem Donnym Osmondem televizní zábavný pořad Donny & Marie. Vystupovala také na Broadwayi v hlavní roli muzikálu The King and I. Založila dobročinnou organizaci Children's Miracle Network. Vydala knihu Behind the Smile, v níž popsala svůj boj s poporodní depresí.
Od roku 2019 mají Marie a Donny Osmondovi hvězdu na Las Vegas Walk of Stars.

## Diskografie
- 1973: Paper Roses
- 1974: In My Little Corner of the World
- 1975: Who's Sorry Now
- 1977: This is the Way That I Feel
- 1985: There's No Stopping Your Heart
- 1986: I Only Wanted You
- 1988: All in Love
- 1989: Steppin' Stone
- 2010: I Can Do This
- 2016: Music Is Medicine